# Microsaccus
Microsaccus là một chi thực vật có hoa trong họ, Orchidaceae.